# 日本學生泳衣

新式校園泳裝

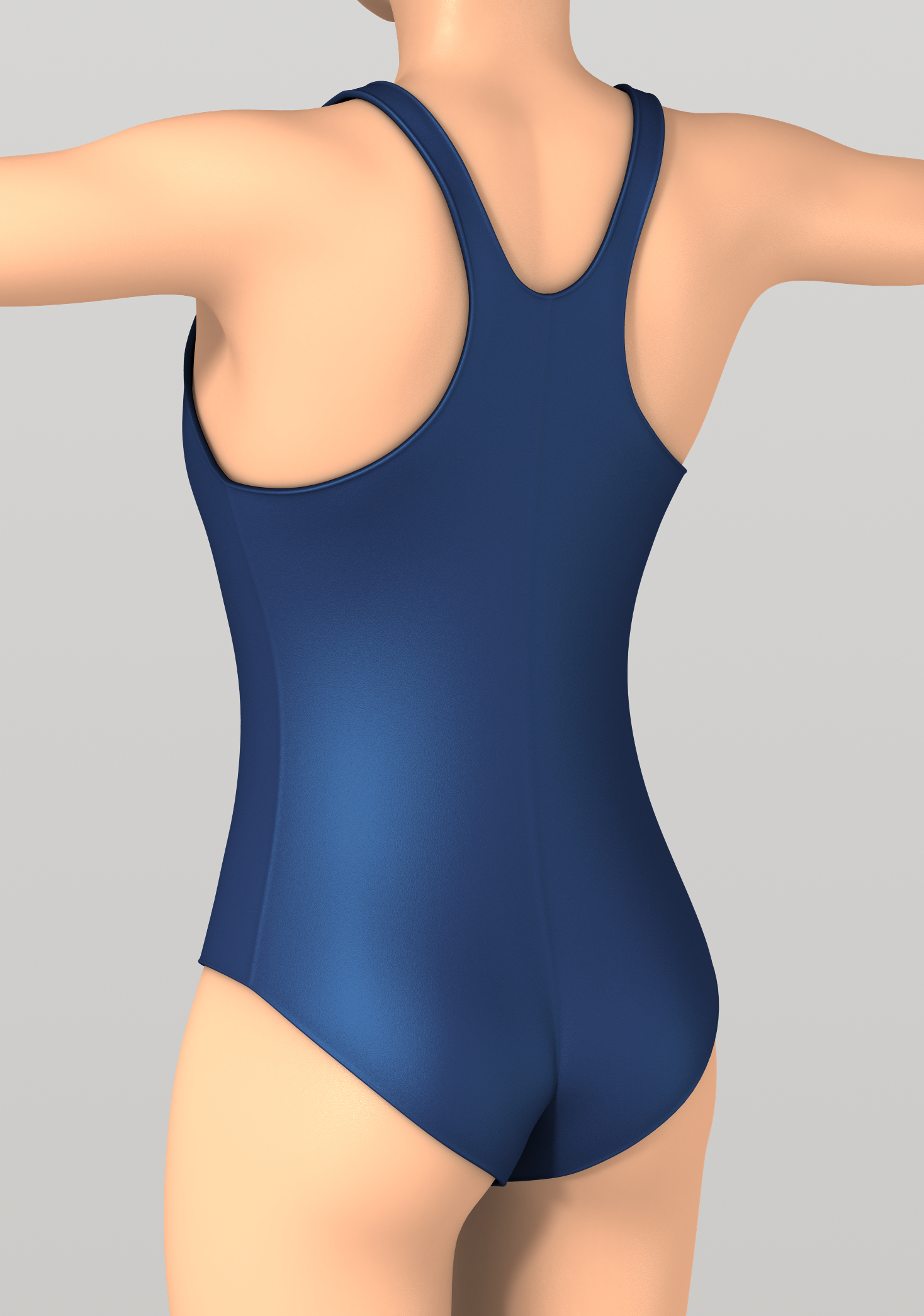
新式校園泳裝背面（女）

日本學生泳衣（日语：スクール水着），在中文圈中俗稱死庫水或史庫水。指的是日本小學、初中、高中的游泳課程規定穿著之泳衣。不過現階段如果無特別說明，死庫水一般指的是女式日本學生泳衣，而非男式。

## 起源
第二次世界大戰，日本投降，進入了盟軍佔領時期。在駐日盟軍總司令部（GHQ）指導下，文部省發佈了新的課程教育指引，規定小學、初中、高中要在體育課程加入游泳課。當時市面上販賣的泳衣形狀與活動性等並不適合用於游泳課程，因此依照比賽用之泳衣進行修改，設計出學校專用之泳衣。